# Mister Brasil 2016
Mister Brasil 2016 foi a 11.ª edição do tradicional concurso de beleza masculino que escolhe o melhor e mais apto candidato brasileiro para disputar o certame internacional de Mister Mundo, não só para este mas também para os principais concursos de beleza do mundo (entre eles Mister International, Manhunt Internacional, entre outros). O evento contou com a participação de vinte e oito (28) aspirantes ao título que pertencia ao brasiliense Anderson Tomazini. Este ano também seguiu-se o padrão de indicação adotado nos anos anteriores, onde não só os candidatos estaduais podem participar, mas também candidatos representando ilhas, arquipélagos e regiões brasileiras. Coordenado há anos pelo empresário Henrique Fontes, a competição teve transmissão ao vivo pelo canal no You Tube e teve como campeão o paulista Carlos Franco.

## Resultados

### Colocações
| Posição                                             | Representação e Candidato |
| --------------------------------------------------- | --- |
| Vencedor                                            | - São Paulo - Carlos Franco |
| 2.º Lugar                                           | - Santa Catarina - Leonardo Silva |
| 3.º Lugar                                           | - Rio Grande do Sul - William Severo |
| 4.º Lugar                                           | - Goiás - Diego Prado |
| 5.º Lugar                                           | - Serra Gaúcha - Marcelo Pilotti |
| 6.º Lugar                                           | - Paraná - Ramon Pissaia |
| 7.º Lugar                                           | - Rio Grande do Norte - Allan Felipe |
| (TOP 16) Semifinalistas (Em ordem de classificação) | - Plano Piloto - Diego Jácome - Vale do Taquari - André Capalonga - Pampa Gaúcho - Guilherme Suzin - Rio de Janeiro - Iure Meirelles - Jurerê Internacional - Paulo Grapegia - Minas Gerais - Lucas Freitas - Região Central (RS) - Leandro Rizzi - Pernambuco - Pedro Napoleão - Sergipe - Francisco Carlos |

     Anunciados apenas como "finalistas" durante a final.

### Prêmios especiais
- O concurso distribuiu os seguintes prêmios este ano:[3]

| Prêmio                | Representação e Candidato            |
| --------------------- | ------------------------------------ |
| Mister Simpatia       | - São Paulo - Carlos Franco          |
| Mister Elegância      | - São Paulo - Carlos Franco          |
| Mister Fotogenia      | - Rio Grande do Norte - Allan Felipe |
| Mister Cordialidade 1 | - São Paulo - Carlos Franco          |

1. O mister cordialidade foi eleito pelos funcionários do Resort.

### Ordem dos anúncios
| 1. Pernambuco 2. Sergipe 3. Região Central RS 4. Goiás 5. Paraná 6. Vale do Taquari 7. Rio de Janeiro 8. Serra Gaúcha 9. Jurerê Internacional 10. Pampa Gaúcho 11. Rio Grande do Norte 12. São Paulo 13. Santa Catarina 14. Plano Piloto 15. Rio Grande do Sul 16. Minas Gerais | 1. Goiás 2. Paraná 3. Rio Grande do Norte 4. Rio Grande do Sul 5. Santa Catarina 6. São Paulo 7. Serra Gaúcha |  |  |

## Quadro de prêmios

### Prêmios secundários
| Prêmio                  | Candidato                          |
| ----------------------- | ---------------------------------- |
| Mister Personalidade    | Missões - Eduardo Macuglia         |
| O Mais Belo Rosto       | Caminho dos Canions - Davi Abedeno |
| Mister Hair Style       | São Paulo - Carlos Franco          |
| Mister Parceria         | Minas Gerais - Lucas Freitas       |
| Mister Melhor Pele      | Região Central RS - Leandro Rizzi  |
| Mister Health & Fitness | São Paulo - Carlos Franco          |
| Mister Melhor Sorriso   | Rio Grande do Norte - Allan Felipe |
| Mister New Face 40°     | São Paulo - Carlos Franco          |

### Prêmios para coordenadores
| Prêmio                | Estado e Coordenador             |
| --------------------- | -------------------------------- |
| Melhor Coordenador    | São Paulo - André Cruz           |
| Melhor Divulgação     | Santa Catarina - Luiz Bozzano    |
| Melhor Concurso       | Rio Grande do Sul - Marcelo Sóes |
| Coordenador Revelação | Bahia - Reginaldo Reis           |

### Misters regionais
| Título              | Candidato                          |
| ------------------- | ---------------------------------- |
| Mister Centro-Oeste | Goiás - Diego Prado                |
| Mister Nordeste     | Rio Grande do Norte - Allan Felipe |
| Mister Norte        | Rondônia - Brisol Júnior           |
| Mister Sudeste      | São Paulo - Carlos Franco          |
| Mister Sul          | Santa Catarina - Leonardo Silva    |

## Funcionamento

### Vagas
Passaram para a semifinal 16 candidatos, que foram conhecidos no evento final. Foram eles os 13 candidatos com as melhores pontuações preliminares, o vencedor da prova Beleza com Propósito, o ganhador da votação popular e o melhor classificado na prova esportiva.

### Cálculos
A pontuação preliminar foi determinada pela média de pontos das provas Entrevista, Moda Praia, Top Model e Moda Noite. Essas pontuações não foram reveladas durante a transmissão do evento (0 - 100 pontos). A nota seguinte foi dada por um júri composto por membros da organização, sem que saibam quem foram os 16 semifinalistas escolhidos. Foram notas baseadas em desempenho, disciplina e comportamento durante a semana de confinamento. A média de pontos obtida por cada um dos 16 foi somada à média preliminar. Esta somatória determinou os 7 finalistas.

### Anúncios
Após desfiles em bermuda e ternos, o "top 7" foi anunciado. Ou melhor, os eliminados foram anunciados em uma emocionante contagem regressiva. Os 7 finalistas tiveram então 60 segundos cada para o "speech" final. O tema é livre. O corpo de jurados deu as suas notas e foi tirada a média de pontos novamente. Somaram-se as 3 médias: Preliminar + Top 16 + Top 7. O candidato com o maior número de pontos acumulados, foi o ganhador do título de Mister Brasil 2016. Foram anunciados também o vice-Mister Brasil, o Terceiro lugar, o Quarto lugar e o Quinto lugar. Posteriormente, serão entregues os títulos Regionais (Norte, Nordeste, Centro-Oeste, Sudeste e Sul), além das faixas de "finalistas" para o sexto e para o sétimo colocados.

## Classificação Direta
Os candidatos vencedores dessas provas já garantem classificação no Top 16:

### Mister Popularidade
| Posição | Candidato                      |
| 1       | - Minas Gerais - Lucas Freitas |

| Colocação  | Candidato |
| 1          | - Pernambuco - Pedro Napoleão                                                                                                 |
| Finalistas | - Ilha dos Lobos - Rerisson Martins - Ilhas de Búzios - George Vanzan - Missões - Eduardo Macuglia - Rondônia - Brisol Júnior |

| Colocação  | Candidato |
| 1          | - Sergipe - Francisco Carlos                                                                                       |
| Finalistas | - Ceará - Ramon Almeida - Plano Piloto - Diego Jácome - São Paulo - Carlos Franco - Serra Gaúcha - Marcelo Pilotti |

## Etapas Preliminares
As provas abaixo atribuem pontos aos candidatos.
| Colocação  | Candidato                                                  |
| 1          | - São Paulo - Carlos Franco                                |
| 2          | - Rio Grande do Sul - William Severo                       |
| 3          | - Pampa Gaúcho - Guilherme Suzin                           |
| Finalistas | - Paraná - Ramon Pissaia - Santa Catarina - Leonardo Silva |

| Colocação  | Candidato                                                          |
| 1          | - São Paulo - Carlos Franco                                        |
| 2          | - Vale do Taquari - André Capalonga                                |
| 3          | - Santa Catarina - Leonardo Silva - Serra Gaúcha - Marcelo Pilotti |
| Finalistas | - Plano Piloto - Diego Jácome - Paraná - Ramon Pissaia             |

| Colocação | Candidato                                                                                      |
| 1         | - Santa Catarina - Leonardo Silva                                                              |
| 2         | - Paraná - Ramon Pissaia - Pampa Gaúcho - Guilherme Suzin - Rio Grande do Sul - William Severo |
| 3         | - Caminho dos Canions - Davi Abedeno                                                           |

| Colocação  | Candidato                                                                |
| 1          | - Santa Catarina - Leonardo Silva                                        |
| 2          | - São Paulo - Carlos Franco                                              |
| 3          | - Jurerê Internacional - Paulo Grapegia - Serra Gaúcha - Marcelo Pilotti |
| Finalistas | - Plano Piloto - Diego Jácome - Vale do Taquari - André Capalonga        |

## Classificação Geral
As colocações de todos os candidatos ao título se encontram abaixo:
| Posição | Representação        | Moda Noite | Moda Praia | Entrevista | Top Model | Nota 1 | Nota 2 (Top 16) | Nota 3 (Top 07) | Total |
| ------- | -------------------- | ---------- | ---------- | ---------- | --------- | ------ | --------------- | --------------- | ----- |
| 1.º     | São Paulo            | 98.1       | 86.2       | 93.1       | 93.1      | 92.6   | 99.2            | 96.7            | 288.5 |
| 2.º     | Santa Catarina       | 82.3       | 99.2       | 95.0       | 83.1      | 89.9   | 91.4            | 86.2            | 267.5 |
| 3.º     | Rio Grande do Sul    | 78.9       | 94.7       | 84.1       | 87.1      | 86.2   | 96.8            | 82.6            | 265.6 |
| 4.º     | Goiás                | 79.4       | 87.2       | 85.5       | 79.8      | 83.0   | 97.4            | 82.0            | 262.4 |
| 5.º     | Serra Gaúcha         | 82.3       | 81.2       | 89.4       | 76.9      | 82.4   | 93.8            | 82.6            | 258.8 |
| 6.º     | Paraná               | 80.9       | 94.7       | 85.0       | 83.1      | 85.9   | 89.2            | 83.5            | 258.6 |
| 7.º     | Rio Grande do Norte  | 80.2       | 84.3       | 86.9       | 77.8      | 82.3   | 95.4            | 74.2            | 251.9 |
| 8.º     | Plano Piloto         | 81.7       | 84.2       | 88.0       | 76.9      | 82.7   | 90.8            |                 | 173.5 |
| 9.º     | Vale do Taquari      | 82.6       | 85.0       | 87.6       | 74.8      | 82.5   | 85.0            |                 | 167.5 |
| 10.º    | Pampa Gaúcho         | 76.7       | 94.7       | 78.6       | 84.6      | 83.6   | 82.2            |                 | 165.8 |
| 11.º    | Rio de Janeiro       | 76.6       | 90.2       | 81.4       | 80.3      | 82.1   | 79.8            |                 | 161.9 |
| 12.º    | Jurerê Internacional | 75.9       | 86.2       | 89.4       | 75.0      | 81.6   | 78.6            |                 | 160.2 |
| 13.º    | Minas Gerais 1       | 75.2       | 91.7       | 70.9       | 73.5      | 77.8   | 81.4            |                 | 159.2 |
| 14.º    | Região Central RS    | 78.1       | 85.7       | 80.5       | 75.6      | 80.0   | 77.8            |                 | 157.8 |
| 15.º    | Pernambuco 2         | 69.9       | 84.5       | 81.0       | 73.4      | 77.2   | 78.4            |                 | 155.6 |
| 16.º    | Sergipe 3            | 80.6       | 77.0       | 83.1       | 79.0      | 79.9   | 74.6            |                 | 154.5 |
| 17.º    | Caminho dos Canions  | 70.8       | 94.5       | 75.6       | 77.9      | 79.7   |                 |                 | 79.7  |
| 18.º    | Distrito Federal     | 80.1       | 82.2       | 76.9       | 78.1      | 79.3   |                 |                 | 79.3  |
| 19.º    | Missões              | 71.6       | 85.5       | 80.0       | 73.1      | 77.5   |                 |                 | 77.5  |
| 20.º    | Mato Grosso          | 73.3       | 90.8       | 71.5       | 69.0      | 76.2   |                 |                 | 76.2  |
| 21.º    | Ilhas de Búzios      | 70.6       | 79.5       | 73.4       | 79.8      | 75.8   |                 |                 | 75.8  |
| 22.º    | Ceará                | 73.8       | 73.0       | 84.1       | 70.6      | 75.4   |                 |                 | 75.4  |
| 23.º    | Ilha dos Lobos       | 70.2       | 85.8       | 80.0       | 65.3      | 75.3   |                 |                 | 75.3  |
| 24.º    | Vale Europeu         | 76.1       | 81.2       | 69.3       | 72.5      | 74.8   |                 |                 | 74.8  |
| 25.º    | Mato Grosso do Sul   | 69.2       | 81.7       | 69.0       | 76.9      | 74.2   |                 |                 | 74.2  |
| 26.º    | Bahia                | 66.3       | 86.2       | 69.0       | 73.8      | 73.8   |                 |                 | 73.8  |
| 27.º    | Alagoas              | 66.1       | 83.0       | 65.3       | 78.1      | 73.1   |                 |                 | 73.1  |
| 28.º    | Rondônia             | 64.1       | 80.8       | 66.8       | 67.3      | 69.7   |                 |                 | 69.7  |

### Observações
1. Classificado pelo Mister Popularidade.
2. Classificado pela etapa de Esportes.
3. Classificado pela etapa de Beleza com Propósito.

## Candidatos
Todos os candidatos eleitos e/ou indicados que competiram:

### Unidades de Federação
| Título                     | Unidade de Federação      | Candidato        | Idade | Altura | Cidade                  | Ref.   |
| -------------------------- | ------------------------- | ---------------- | ----- | ------ | ----------------------- | ------ |
| Mister Alagoas             | Alagoas                   | Felipe Félix     | 23    | 1.83   | Delmiro Gouveia         | [ 6 ]  |
| Mister Bahia               | Bahia                     | Aron Freitas     | 22    | 1.87   | Porto Seguro            | [ 7 ]  |
| Mister Ceará               | Ceará                     | Ramon Almeida    | 24    | 1.80   | Quixeramobim            | [ 8 ]  |
| Mister Distrito Federal    | Distrito Federal (Brasil) | Victor Fonsêca   | 27    | 1.95   | Lago Norte              | [ 9 ]  |
| Mister Goiás               | Goiás                     | Diego Prado      | 29    | 1.80   | Piracanjuba             | [ 10 ] |
| Mister Mato Grosso         | Mato Grosso               | Eliezer Vagner   | 23    | 1.94   | Diamantino              | [ 11 ] |
| Mister Mato Grosso do Sul  | Mato Grosso do Sul        | Geraldo Moreira  | 27    | 1.87   | Maracaju                | [ 12 ] |
| Mister Minas Gerais        | Minas Gerais              | Lucas Freitas    | 24    | 1.83   | Sacramento              | [ 13 ] |
| Mister Paraná              | Paraná                    | Ramon Pissaia    | 25    | 1.87   | Ponta Grossa            | [ 14 ] |
| Mister Pernambuco          | Pernambuco                | Pedro Napoleão   | 23    | 1.80   | Bezerros                | [ 15 ] |
| Mister Rio de Janeiro      | Rio de Janeiro            | Iure Meirelles   | 26    | 1.90   | Rio de Janeiro          | [ 16 ] |
| Mister Rio Grande do Norte | Rio Grande do Norte       | Allan Felipe     | 23    | 1.85   | São Gonçalo             | [ 17 ] |
| Mister Rio Grande do Sul   | Rio Grande do Sul         | William Severo   | 23    | 1.87   | São Leopoldo            | [ 18 ] |
| Mister Rondônia            | Rondônia                  | Brisol Júnior    | 24    | 1.80   | Porto Velho             | [ 19 ] |
| Mister Santa Catarina      | Santa Catarina            | Leonardo Silva   | 26    | 1.84   | Penha                   | [ 20 ] |
| Mister São Paulo           | São Paulo                 | Carlos Franco    | 24    | 1.85   | Araras                  | [ 21 ] |
| Mister Sergipe             | Sergipe                   | Francisco Carlos | 22    | 1.90   | Nossa Senhora da Glória | [ 22 ] |

### Insulares & Regiões
| Título                      | Unidade de Federação | Candidato          | Idade | Altura | Cidade          | Ref.   |
| --------------------------- | -------------------- | ------------------ | ----- | ------ | --------------- | ------ |
| Mister Caminho dos Canions  | Santa Catarina       | Davi Abedeno       | 25    | 1.84   | Araranguá       | [ 23 ] |
| Mister Ilha dos Lobos       | Rio Grande do Sul    | Rerisson Martins   | 21    | 1.79   | Torres          | [ 24 ] |
| Mister Ilhas de Búzios      | Rio de Janeiro       | George Luis Vanzan | 20    | 1.86   | Chapecó         | [ 25 ] |
| Mister Jurerê Internacional | Santa Catarina       | Paulo Grapegia     | 23    | 1.80   | Cascavel        | [ 26 ] |
| Mister Missões              | Rio Grande do Sul    | Eduardo Macuglia   | 24    | 1.79   | Ijuí            | [ 27 ] |
| Mister Pampa Gaúcho         | Rio Grande do Sul    | Guilherme Suzin    | 23    | 1.80   | Passo Fundo     | [ 28 ] |
| Mister Plano Piloto         | Distrito Federal     | Diego Jácome       | 25    | 1.83   | Asa Norte       | [ 29 ] |
| Mister Região Central (RS)  | Rio Grande do Sul    | Leandro Rizzi      | 25    | 1.89   | Santa Maria     | [ 30 ] |
| Mister Serra Gaúcha         | Rio Grande do Sul    | Marcelo Pilotti    | 20    | 1.85   | Bento Gonçalves | [ 31 ] |
| Mister Vale do Taquari      | Rio Grande do Sul    | André Capalonga    | 28    | 1.88   | Muçum           | [ 32 ] |
| Mister Vale Europeu         | Santa Catarina       | Willian Guilherme  | 21    | 1.87   | Ibirama         | [ 33 ] |

## Histórico

### Visão Geral
- Dez Estados do País não participaram desta edição do certame.
- Foi o quarto pior número de candidatos disputando uma edição do Mister Brasil.
- Mais uma vez a região sul dominou o concurso, com um total de 14 candidatos.
  - Para se ter uma ideia, quase 50% do total de candidatos nasceram na região Sul.
- Essa edição foi marcada por não ter nenhum candidato negro competindo pelo título.
- Apenas Iure Meirelles (Rio de Janeiro) e Brisol Júnior (Rondônia) vieram da capital.
- O candidato mais baixo foi Rerisson Martins (Ilha dos Lobos) com 1.79m de altura.
- Por sua vez, o mais alto da competição foi Victor Fonsêca (Distrito Federal) com 1.95m de estatura.
- Os mais jovens foram George Vazan (Ilhas de Búzios) e Marcelo Pilotti (Serra Gaúcha) com 20 anos cada.
- O mister mais velho competindo nesta edição foi o representante Diego Prado (Goiás), com 29 anos.

### Desistências
- Encantos do Sul - Rafael Ferreira
- Grande Florianópolis - Wesley Waltrick
- Piauí - Fernando Sepulveda
- São Paulo Capital - Daniel Barp

### Designações
- Carlos Franco (1.º Lugar) representou o Brasil no Mr. World 2019, realizado nas Filipinas e ficou no Top 5.
- Marcelo Pilotti (5.º Lugar) representou o Brasil no Mr Universal Ambassador 2016, realizado na Indonésia e ficou no Top 10.
- Ramon Pissaia (6.º Lugar) representou o Brasil no Manhunt International 2016, realizado na China e ficou em 5.º Lugar.
- André Capalonga (9.º Lugar) representou Fernando de Noronha no Manhunt International 2016, realizado na China.
- Ivo Cavalcanti (10.º Lugar em 2008) representou o Brasil no Mister Internacional 2016, realizado na Tailândia e ficou no Top 16.
- Bruno Vanin (14.º Lugar em 2013) representou o Brasil no Mister Supranational 2016, realizado na Polônia e ficou em 4.º Lugar.
- Pedro Gicca (14.º Lugar em 2015) representou o Brasil no Mister Global 2017, realizado na Tailândia e Venceu.

## Crossovers
Candidatos em outros concursos:
| Mister Brasil - 2013: Caminho dos Canions - Davi Abedeno - (Representando o Estado do Piauí) - 2015: Plano Piloto - Diego Jácome - (Representando a reserva biológica de Atol das Rocas) Mister Eco Brasil - 2015: Alagoas - Felipe Félix (Vencedor) - (Representando o Estado de Alagoas, em Salvador) Mister Fashion Brasil - 2013: Sergipe - Francisco Carlos - (Representando o Estado de Sergipe, em São Paulo) | Mister Universo Alagoas - 2015: Alagoas - Felipe Félix (2.º Lugar) - (Representando o município de Delmiro Gouveia) Mister Mato Grosso do Sul - 2014: Mato Grosso do Sul - Geraldo Moreira (2.º Lugar) - (Representando o município de Maracaju) - 2015: Mato Grosso do Sul - Geraldo Moreira (3.º Lugar) - (Representando o município de Maracaju) |